# Нові Безрадичі (станція)
Нові́ Безра́дичі — проміжна залізнична станція 4-го класу Київської дирекції Південно-Західної залізниці на лінії Київ — Миронівка між зупинними пунктами Мар'янівська (відстань — 2 км) та Таценки. Розташована неподалік від села Нові Безрадичі.

## Історія
Станція виникла 1983 року під час прокладання залізниці Київ — Миронівка. Електрифікована змінним струмом (~25кВ) в складі ділянки Київ — Трипілля-Дніпровське у 1985 році. 

## Пасажирське сполучення
На станції зупиняються приміські електропоїзди сполученням Київ — Миронівка.